# Gertrud Goppel
Gertrud Goppel (* 4. September 1908; † 27. August 1989; geborene Gertrud Wittenbrink) war als Ehefrau von Alfons Goppel von Dezember 1962 bis November 1978 First Lady im Freistaat Bayern.

## Leben
Gertrud Goppel stammte aus Niedersachsen (Bad Bentheim). 1935 heiratete sie den damaligen Staatsanwalt Alfons Goppel. Sie gebar und erzog sechs Söhne, darunter den ehemaligen bayerischen Staatsminister Thomas Goppel.
Für ihre Verdienste um kulturelle Belange und die Volks- und Brauchtumspflege sowie ihr persönliches Engagement im karitativen und sozialen Bereich wurde sie mit dem Bayerischen Verdienstorden ausgezeichnet.
Gertrud Goppel und ihr Ehegatte sind auf dem Waldfriedhof in München beigesetzt, das Grabmal wurde von Bildhauer Joseph Michael Neustifter gestaltet.